# Carta di San Michele all'Adige
La Carta di San Michele all'Adige, detta anche Appello per la tutela della biodiversità delle sottospecie autoctone di "Apis mellifera Linnaeus, 1758" in Italia, è un documento scritto da esponenti della ricerca scientifica e studiosi del mondo dell'apicoltura e dell'ambientalismo. 

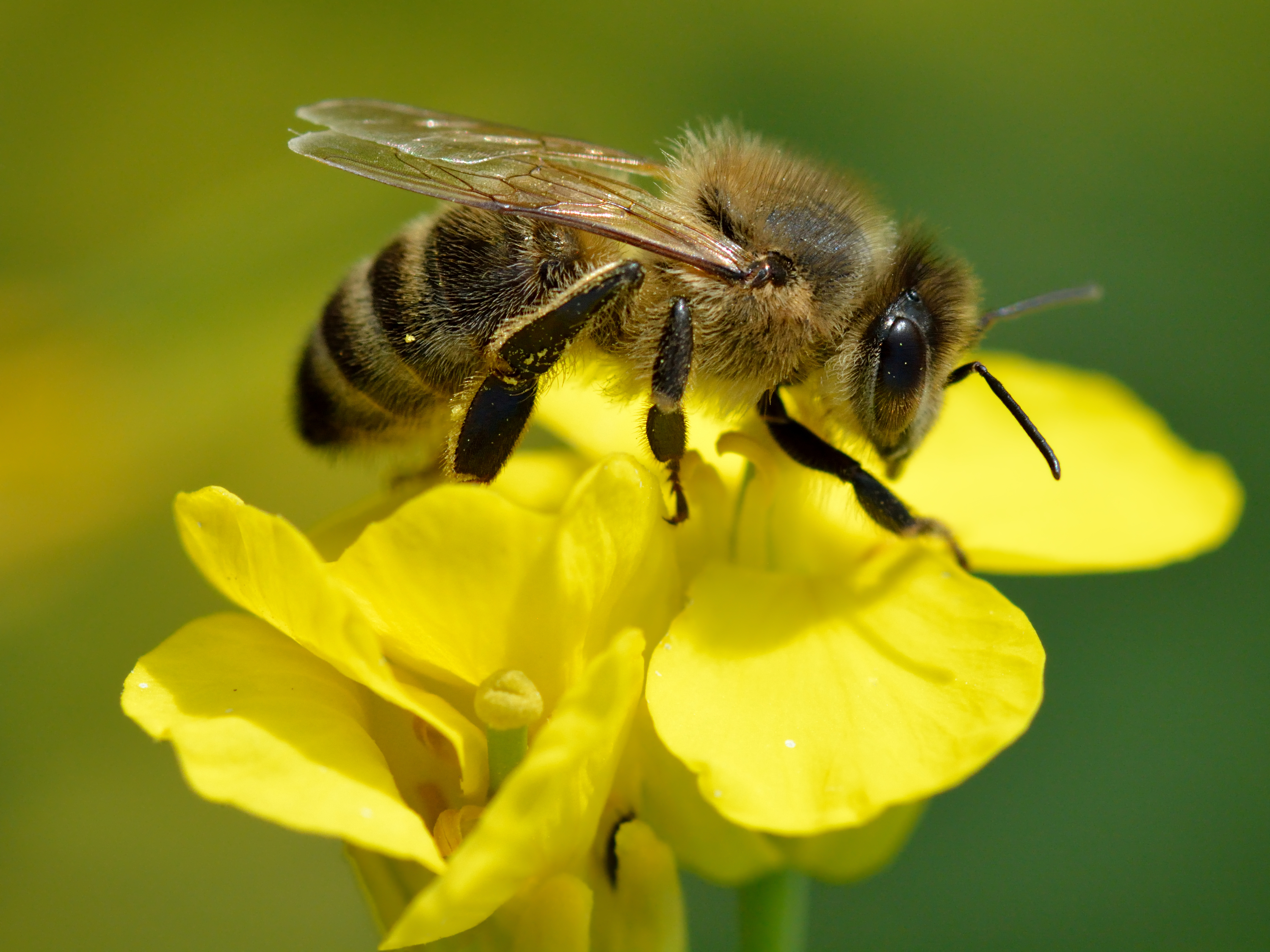
Apis mellifera ligustica su Brassica napus

## Genesi
Promotore di questo progetto fu Paolo Fontana, naturalista, esperto in entomologia e ricercatore presso la Fondazione Edmund Mach che nel corso del Congresso Internazionale di entomologia tenutosi in Florida nel 2016 – che aveva reso evidenti le gravi minacce esistenti alla conservazione delle api e, in particolare, il grave impoverimento del patrimonio genetico della specie – comprese l'importanza di sottoporre ai decisori politici l'urgenza di accordare un'adeguata protezione faunistica dell'ape mellifica, ed in particolare delle sue sottospecie autoctone.
Due anni dopo, il 12 giugno 2018, presso la Fondazione Edmund Mach venne ufficialmente stilata e firmata la Carta di San Michele all'Adige con lo scopo di informare le amministrazioni pubbliche sui comportamenti da tenere per far fronte al calo di esemplari di ape mellifica e ai conseguenti effetti negativi sulle produzioni agricole, considerato che oltre il 75% delle principali colture agrarie dipende dalla loro impollinazione.
In seguito fu promossa la sottoscrizione della Carta di San Michele sui siti della Fondazione Edmund Mach e della World Biodiversity Association; su quest'ultimo sito è possibile leggere il documento, anche nella sua versione in lingua inglese San Michele all'Adige declaration, ripresa qualche settimana dopo nel Bulletin of insectology.
Nel documento sono esposti gli argomenti scientifici che supportano la visione del gruppo di lavoro composto da 28 studiosi, tra cui 10 rappresentanti delle università italiane, del CREA e Fondazione Edmund Mach, che hanno stilato e firmato il testo. La Carta di San Michele all'Adige non si può definire un documento tecnico, ma puramente scientifico, e fa il punto sull'identità genetica delle api.

## Obiettivo
La Carta di San Michele all'Adige si propone come obiettivo:
- la salvaguardia delle sottospecie di Apis mellifera, insetto pronubo e non addomesticabile, che svolge un ruolo fondamentale per:
  - la conservazione della biodiversità e il mantenimento degli equilibri naturali locali
  - la limitazione del depauperamento genetico delle api[7]
  - la tutela della biodiversità vegetale e delle produzioni agricole

Attualmente le sottospecie sono a rischio a causa non solo di malattie e parassiti, dell'uso dei fitofarmaci e delle alterazioni dell'ambiente, ma anche per perdita della biodiversità.

## Premesse
Nell'introduzione, la Carta presenta una breve descrizione della specie Apis mellifera, delle relative 31 sottospecie autoctone e dei suoi areali. L'ape mellifica è un 

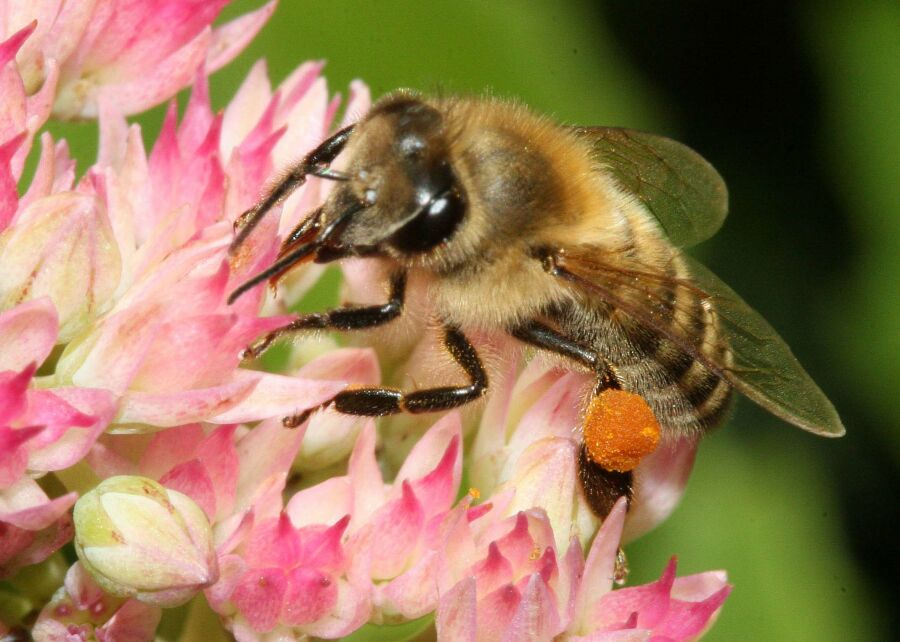
Apis mellifera carnica su Hylotelephium

insetto originariamente distribuito in gran parte dell'Europa, dell'Africa (compreso il Madagascar), del Medio Oriente, in alcune zone della Penisola Arabica e dell'Asia Centrale. In un secondo momento l'ape mellifica è stata introdotta nelle Americhe, in Asia ed in Oceania, adattandosi alle diverse situazioni geografiche e climatiche. In particolare in Italia, caso unico in Europa, sono classificate le quattro sottospecie più diffuse: Apis m. mellifera, Apis mellifera carnica, Apis mellifera sicula, Apis mellifera ligustica. Queste ultime due non sono solamente autoctone, ma anche endemiche sul territorio italiano.

## Importanza dell'ape nell'agricoltura
Le api hanno un importante ruolo nel settore agricolo e di conseguenza nell'alimentazione umana, considerando che un terzo della produzione agricola mondiale dipende dal loro operato.
L'ape è caratterizzata da peculiarità che la rendono un organismo chiave per l'organizzazione della biodiversità, dei sistemi ecologici e degli equilibri biologici; grazie al suo lavoro da insetto pronubo, permette la conservazione della flora spontanea per circa l'80% delle magnoliofite autoctone.

## Normative in atto per la salvaguardia dell'ape
La Carta di San Michele all'Adige è sostenuta dalle normative vigenti nell'Unione europea, che tracciano le linee guida sulla corretta gestione da rapportare con questo insetto pronubo.
L'Unione europea per tutelare questa biodiversità ha invitato gli Stati membri e le regioni a proteggere, tramite ogni mezzo, le Specie locale e regionali di api mellifere, dall'espansione indesiderata di specie invasive, che abbiano un impatto diretto o indiretto sugli impollinatori.
Inoltre, a livello nazionale fin dal 1991, la legge quadro sulle aree protette vieta l'introduzione di specie estranee, sia vegetali che animali, che possano alterare l'equilibrio naturale degli ecosistemi. La violazione di tale norma comporta la reclusione da due mesi a sei anni, con multe da 10 a 100 mila euro.
La successiva "Disciplina dell'apicoltura" (L 313/2004) "riconosce l'apicoltura come attività di interesse nazionale utile per la conservazione dell'ambiente naturale, dell'ecosistema e dell'agricoltura in generale ed è finalizzata a garantire l'impollinazione naturale e la biodiversità di specie apistiche, con particolare riferimento alla salvaguardia della razza di ape italiana (Apis mellifera ligustica Spinola) e delle popolazioni di api autoctone tipiche o delle zone di confine".
La Carta ribadisce che l'Apis mellifera "anche quando sia gestita mediante l'apicoltura, ha una propria identità, rappresenta una specifica espressione dell'informazione biologica e quindi merita di essere tutelata come componente della fauna selvatica (L. 157/1992)".

## Stato di attuazione delle normative
Attualmente in Europa, lo stato di conservazione delle sottospecie autoctone di A. mellifera e dei rispettivi ecotipi è seriamente compromesso, fenomeno anche definito come "declino delle api", nonostante l'esistenza di specifiche direttive per questo settore.
Le principali cause di questa compromissione possono essere individuate in almeno sei gruppi di fenomeni:
- la traslocazione delle sottospecie da una regione all'altra:
  - fin dal XIX secolo le sottospecie più adatte alla produzione di miele sono state distribuite in maniera sparsa su tutto il territorio europeo e introdotte quindi in ambienti diversi da quelli originari. Di conseguenza la conservazione delle sottospecie autoctone di Apis mellifera e dei rispettivi ecotipi è stata seriamente compromessa
- l'allevamento di api regine, con la tecnica del traslarvo:[16]
  - è una tecnica di riproduzione che permette di ottenere migliaia di regine partendo dalle larvette di una sola genitrice; in questo modo è stata facilitata la perdita di variabilità genetica
- il nomadismo apistico:
  - la pratica di spostare le api di territorio in un altro territorio ha provocato negli anni il rimescolamento di popolazioni geneticamente distanti
- la presenza dell'acaro parassita Varroa destructor:
  - questo parassita estremamente aggressivo è in grado di annientare interi alveari, soprattutto di api selvatiche, la quasi totalità delle quali, infatti, è scomparsa
- l'utilizzo di ibridi commerciali:
  - essi costituiscono una fonte di “inquinamento” genetico che riduce di conseguenza il pool genetico complessivo
- altri fattori di carattere ambientale di origine antropica, tra cui:
  - l'utilizzo indiscriminato di agrofarmaci
  - la riduzione della flora nettarifera a causa della distruzione e modificazione accelerata degli ambienti naturali da parte dell'uomo
  - i cambiamenti climatici[17]

## Proposte
La Carta di San Michele all'Adige invita alla salvaguardia delle api, e delle loro sottospecie, e a sensibilizzare le amministrazioni politiche.
Tra le azioni da intraprendere la Carta propone di:
- definire un database internazionale, utilizzando l'applicazione BeeWild
- rafforzare la ricerca apidologica
- favorire la tutela della biodiversità (Bee-friendly)
- proporre agli apicoltori normative per la salvaguardia della specie
- tutelare la produttività degli apicoltori

## Attuazioni
Dopo la pubblicazione della Carta di San Michele, alcune amministrazioni locali hanno iniziato a promuovere le iniziative evidenziate dall'Appello e a recepirne le indicazioni nella propria legislazione di settore. Per prima la Regione Emilia-Romagna con la legge regionale n. 2 del 4 marzo 2019 "Norme per lo sviluppo, l'esercizio e la tutela dell'apicoltura in Emilia-Romagna"; successivamente la Regione Lazio con la proposta di legge nº 315 del 13 ottobre 2021 "Disposizioni per lo svolgimento dell'apicoltura e per la tutela delle api".